# Смирнов, Михаил Анатольевич (металлург)
Михаил Анатольевич Смирнов (19 апреля 1940, Невьянск, Свердловская область, РСФСР, СССР) — советский учёный, лауреат Государственной премии СССР.

## Биография
Родился в 1940 году в Невьянске Свердловской области.
Окончил Уральский политехнический институт в 1962 году. В 1962—1967 гг. — в Уральском политехническом институте: аспирант, младший научный сотрудник; с 1967 г. — в Челябинском политехническом институте: доцент, профессор, заведующий кафедрой «Металловедение».
Научные работы — в области термомеханической обработки металлических материалов. Доказал эффективность термомеханической обработки как метода борьбы со многими видами интеркристаллитного охрупчивания металлических материалов.
Автор 170 печатных работ, в том числе 3 монографий. Доктор технических наук (1985), профессор. Лауреат Государственной премии СССР (1989). Заслуженный работник высшей школы РФ (1999).